# 叙事詩環
叙事詩環（じょじしかん、ギリシア語: Επικός Κύκλος エピコス・キュクロス、英語: Epic Cycle）とは、古代ギリシアで作られた、トロイア戦争に関する叙事詩サイクル（一群）のことである。叙事詩の環、叙事詩圏とも。叙事詩環に含まれる叙事詩を並べると、トロイア戦争についての記述が完結する。ホメーロスの叙事詩（厳密にはホメーロス作と言われる叙事詩）『イーリアス』と『オデュッセイア』も入れる研究家もあるが、ホメーロス以外の詩に対して用いられる場合がより多い。
いずれにしても、『イーリアス』と『オデュッセイア』を除く叙事詩は断片しか現存していない。断片では、プロクロス（哲学者のプロクロスとは別人）が書いた詳細なあらすじが最も貴重なものである（後述）。叙事詩はダクテュロス・ヘクサメトロス（長短短六歩格）で書かれている。
叙事詩環は、ギリシア幾何学様式時代（ギリシア暗黒時代。紀元前1100年-紀元前800年頃）に発展した局所的な英雄崇拝に基礎を置く口承を文学の中で蒸留させたものだった。その素材は、鉄器時代の視点から見た過去の青銅器時代のミケーネ文明の話である。
ホメーロスとそれ以外の叙事詩環の歴史的・文学的関係の研究は、「新分析」と呼ばれている。

## 内容
叙事詩環には、以下のような叙事詩が含まれていた。
| 題名                                        | 巻 | 作者 (推定)                          | 内容 |
| ------------------------------------------- | -- | ------------------------------------ | --- |
| キュプリア Κύπρια, Kypria                   | 11 | スタシーノス                         | トロイア戦争の引き金となった事件、とくにパリスの審判と、トロイア戦争の最初の9年間。                                                                                      |
| イーリアス Ἰλιάς, Iliás                     | 24 | ホメーロス                           | アキレウスのアガメムノーンに対する憤激。親友パトロクロスを殺された復讐としてトロイア王子ヘクトールを殺害。                                                               |
| アイティオピス Αἰθιοπίς, Aithiopis          | 5  | ミレトスのアルクティノス             | アマゾーンの女王ペンテシレイアならびにメムノーンがトロイアの援軍としてやって来てアンティロコスを討つが、復讐に燃えるアキレウスの手で殺される。さらに、アキレウスも死ぬ。 |
| 小イーリアス , Ilias mikra                  | 4  | レスケース                           | アキレウスの死後の出来事。トロイアの木馬の建造を含む。 |
| イーリオスの陥落 Ἰλίου πέρσις, Ilíou pérsis | 2  | ミレトスのアルクティノス             | ギリシア軍によるトロイの攻略。 |
| ノストイ Νόστοι, Nóstoi                     | 5  | アギアス or コリントスのエウメーロス | ギリシア軍がトロイアを去る。アガメムノーンとメネラーオスの帰還。 |
| オデュッセイア Ὀδύσσεια, Odússeia           | 24 | ホメーロス                           | オデュッセウスが長い航海の果てに帰郷。不在中、妻ペーネロペーに求婚していた敵への復讐。                                                                                   |
| テレゴネイア Τηλεγόνεια, Tēlegoneia         | 2  | エウガモン                           | オデュッセウスのテスプローティアーへの旅とイタケーへの帰還。キルケーとの間に生まれた子テーレゴノスのために死ぬ。                                                         |

9世紀の学者・聖職者のフォティオスがその著書『Bibliotheca』の中で長大な叙事詩サイクルに解説し、そこには『ティタノマキア（Τιτανομαχία）』および「テーバイ圏」と呼ばれるサイクルも含まれる。
テーバイ圏は順に、以下の作品で構成される。
- オイディポデイア（Οἰδιπόδεια）
- テーバイド（Θηβαΐδα）
- エピゴノイ（Επίγονοι, Epigonoi）
- アルクメオーニス（Ἀλκμεωνίς, Alkmeonis）

しかし、フォティオスの時代でもホメーロスを除く叙事詩は残っていなかったことは確かで、ピロクロスもフォティオスも正典となるサイクルについて言及していないようである。なお、現代の研究家たちは通常、テーバイ・サイクルを叙事詩環に含めない。

## 証拠
叙事詩環の中で現存するのは『イーリアス』と『オデュッセイア』のみである。他のものは断片が後世の作家に引用されるか、2、3行がぼろぼろの古代のパピルスの中に残っている程度である。
『ウェネトゥスA（Venetus A）』という名で知られる10世紀の『イーリアス』の写本の序文の中に、叙事詩環の切れ切れのあらすじが残っている。損傷がひどく、『キュプリア』のくだりは残っておらず、他の記録から補わなければならない（『キュプリア』の場合、他の叙事詩のことは書かれておらず『キュプリア』のみを含む写本がいくつか残っていた）。あらすじは抜粋が順番に書かれてある。この長大なあらすじは『Chrestomathy』と呼ばれ、それを書いたのが前述したプロクロスという人物である。プロクロスについては、哲学者のプロクロスと別人である以外は何もわかっていない。2世紀の文法学者Eutychius Proclus（ギリシア語読みはΕὐτυχίος Πρόκλος, Eutychios Proklos）とする説もあるが、まったく無名の人物という可能性もある。『Bibliotheca』の中でフォティオスが『Chrestomathy』について書いた記述は、フォティウスの本も『ウェネトゥスA』もプロクロスの同じ書から派生したものであることを明示している。

## 評価と影響
『イーリアス』と『オデュッセイア』を除く残り6つの叙事詩は、この2つの叙事詩で語られていないトロイア戦争の部分を述べるために、ホメーロスより後に書かれたものと一般に言われているが、それを裏付ける証拠はない。
新分析の研究者の中には、逆にホメーロスのものが後で、他の叙事詩から内容を引いてきたという前提に立つ研究者や、声高にではないが、伝説の素材から引かれたホメーロスの叙事詩が後に叙事詩環として具体化したと主張する研究者もおり、この議論は続いている。
古代においては、叙事詩環の中でホメーロスの叙事詩が最高のものと考えられていた。ヘレニズム期の学者たちはホメーロス以外の叙事詩環の作者たちを「ネオテロイ（νεώτεροι, neōteroi, 後の詩人たち）」あるいは「キュクリコス（κυκλικός, kyklikos, 環の）」と表すのが一般的で、これは「型にはまった」と同義語だった。以降、現代においても、「劣っている」＝「後に書かれた」とされている。
アリストテレースは『詩学』の中で、筋の統一の大事さを述べるための材料として『オデュッセイア』を取り上げ、全体として統一が取れるように筋が組み立てられていると賞賛している。その一方で、『キュプリア』と『小イーリアス』を次のように批判している。「しかし、他の詩人たちは1人の人物、1つの時、多くの部分からなる1つの筋について話を構成する。『キュプリア』や『小イーリアス』がそうである。結果として、『イーリアス』や『オデュッセイア』からは1つの悲劇だけしか作れないが、『キュプリア』からはたくさん、『小イーリアス』からは8つ以上のものから作られる……」。
近年では、ホメーロス以外の作品に含まれる幻想的・魔術的内容をもって劣っているとする意見もあるが、『イーリアス』や『オデュッセイア』にも喋る馬や一つ目の巨人は登場する。
叙事詩環の中で語られた話は、後世の作家たちの題材となった。
- ウェルギリウス『アエネーイス』 - トロイア側からのトロイアの陥落。
- オウィディウス『変身物語』 - ギリシア軍のトロイ上陸（『キュプリア』から）。アキレウスの武具の審査（『小イーリアス』から）。
- スミュルナのコイントス『トロイア戦記』 - アキレウスの死からトロイア戦争の終局まで。
- アイスキュロス『オレステイア』三部作などのギリシア悲劇 - アガメムノーンの死とその息子オレステースの復讐（『ノストイ』から）。

## 環の編纂
いつどうして8つの叙事詩が1つに編纂され、「環（サイクル）」と呼ばれるようになったかについても諸説ある。19世紀後半、David Binning Monroは「キュコリコス（κυκλικός）」という語は「環」ではなく、「型にはまった」の意味であり、編纂されたのはヘレニズム期の遅くとも紀元前1世紀頃だと主張した。最近の研究家はもう少し前ではないかと考えているが、概ねこの説を受け入れている。
ホメーロスと他の作品の関係についても問題がある。ホメーロス以外の6つの叙事詩は、ホメーロスの話の前後と隙間を重複なく埋めるよう作られたように見える。しかし、元々はそうでなかったことは確かである。例えば、現存する『小イーリアス』の断片では、トロイア陥落後、ネオプトレモスがどうやってアンドロマケーを捕虜として連れ去ったかが語られているのだが、プロクロスのあらすじではトロイア陥落の前で終わっている。元々の『キュプリア』はプロクロスのあらすじから推測される以上に、トロイア戦争を描いていたという説もある。一方で、『キュプリア』は『イーリアス』を受けた形で構想され、プロクロスのあらすじは元々の構想を反映しているという説もある。
いずれにせよ、編纂するにあたって、叙事詩間で調整が行われたことは確かである。『イーリアス』の最後の行は、次のように、ヘクトールの葬儀で終わっている。
ὣς οἵ γ᾽ ἀμφίεπον τάφον Ἕκτορος ἱπποδάμοιο.
そして、『アイティオピス』の冒頭は、続けて読めるように、同じ書き出しで始まっている。
ὣς οἵ γ' ἀμφίεπον τάφον Ἕκτορος · ἦλθε δ' Ἀμαζών,
（大意：ヘクトールの葬儀が営まれ、それからアマゾーンが到着した）
反対に、叙事詩の間には矛盾もある。たとえば、トロイア陥落の時、ヘクトールの子アステュアナクスを殺したギリシア兵は『小イーリアス』ではネオプトレモスだが、『イーリオスの攻略』ではオデュッセウスになっている。